# Die Todeskarawane
Die Todeskarawane er en tysk stumfilm fra 1920 af Josef Stein.

## Medvirkende
- Carl de Vogt som Kara Ben Nemsi
- Meinhart Maur som Hadschi Halef Omar / Saduk
- Erwin Baron som Omram
- Gustav Kirchberg som Hassan Ardschir Mirza
- Dora Gerson som Dschana Ardschir Mirza
- Cläre Lotto som Benda Ardschir Mirza
- Maximilian Werrak som Tschaschefsky
- Karl Kuszar Puffy som Kepek
- Erna Felsneck som Amina
- Anna von Palen som Marah Durimeh
- Beate Herwigh som Hafsa
- Béla Lugosi som Scheik
- Arthur Kraußneck